# Kurt Rambis
Darrell Kurt Rambis (ur. 25 lutego 1958) – amerykański koszykarz, występujący na pozycji skrzydłowego, czterokrotny mistrz NBA, po zakończeniu kariery zawodniczej analityk oraz trener koszykarski. 
Mierzący 203 cm wzrostu koszykarz studiował na Santa Clara University. Do NBA został wybrany z 58 numerem w drafcie 1980 przez New York Knicks. Nie trafił jednak do tego zespołu, wyjechał grać do Grecji, gdzie występował w AEK Ateny. W 1981 podpisał kontrakt z Los Angeles Lakers. Był ważnym ogniwem mistrzowskich drużyn Lakers z lat 80. (1982, 1985, 1987, 1988). Na parkietach występował w okularach. W 1988 został oddany do Charlotte Hornets (1988–1990), grał także w Phoenix Suns (1990–1992) i Sacramento Kings (1992–1993). Karierę kończył w Lakers (1993-1995). W NBA zdobył łącznie 4 603 punkty i miał 4 961 zbiórek. 
W latach 1994–2009 znajdował się z drobnymi przerwami (1999–2001, 2004–2005) w sztabie szkoleniowym drużyny z Los Angeles, przez pewien czas (w sezonie 1998/99) pełniąc funkcję pierwszego szkoleniowca. W przerwach od trenowania zajmował się komentowaniem oraz analizą spotkań NBA. W latach 2009–11 był trenerem Minnesota Timberwolves. W 2013 powrócił ponownie do Los Angeles na jeden sezon, aby pełnić funkcję asystenta trenera. 7 lipca 2014 został asystentem w zespole New York Knicks.
W 1996 wystąpił w filmie Eddie.

## Osiągnięcia
NCAA
- Zawodnik Roku Konferencji West Coast (1980)[4]
- Debiutant Roku Konferencji West Coast (1977)[4]
- Uczelnia zastrzegła należący do niego numer 34 (2008)

Grecja
- Zdobywca Pucharu Grecji (1981)[4]

NBA
- 4–krotny mistrz NBA (1982, 1985, 1987–1988)[5]
- 2–krotny wicemistrz NBA (1983–1984)[5]
- Lider play-off w skuteczności rzutów z gry (1984)[6]

Trenerskie
- 2–krotny mistrz NBA jako asystent trenera (2002, 2009)[5]